# دقیقاً همان‌طور
«دقیقاً همان‌طور» (انگلیسی: Just Like That) ترانه‌ای منتشرنشده متعلق به سال ۱۹۸۲ از بنی آندشون و بیورن اولویوس است که نخستین بار توسط جمینای در سال ۱۹۸۵ ضبط و در ماه مارس ۱۹۸۶ توسط پالیدور رکوردز منتشر شد. با این حال نسخهٔ اصلی ترانه به‌دنبال سرقت نوار کاستی از خودروی بیورن اولویوس در سال ۱۹۸۳ بارها به صورت غیرقانونی (بوتلگ) منتشر شده است.

## جداول موسیقی
| جدول (۱۹۸۶)                        | بالاترین رنبه |
| ---------------------------------- | ------------- |
| بریتانیا (جدول تک‌آهنگ‌های بریتانیا) | ۷۹            |
| بلژیک                              | ۳۰            |
| هلند                               | ۲۴            |